# Bundesliga (tafeltennis)
De Bundesliga is de hoogste tafeltenniscompetitie in clubverband van Duitsland. Officieel gebruikt de mannenafdeling sinds 2007/08 de naam Deutsche Tischtennis Liga (DTTL) en die van de vrouwen die van 1. Bundesliga (lees: Eerste Bundesliga). De Duitse competitie strijdt begin 21e eeuw met de Franse Pro A om de officieuze titel van sterkste clubcompetitie in Europa.

## Competitieformat
- Zowel in de Duitse mannen- als vrouwencompetitie komen direct onder de Bundesliga twee 2. Bundesligas (lees: Tweede Bundesligas), waaronder vervolgens vijf Regionalligas volgen.
- Na de reguliere competitiewedstrijden in de Bundesliga volgen play-offs, waarin de hoogst gerangschikten (van de tien ploegen bij de mannen, van de negen bij de vrouwen) met elkaar uitmaken wie landskampioen wordt. Hoewel het aantal deelnemers aan de play-offs niet altijd hetzelfde was, kwalificeren sinds het seizoen 2002/03 de nummers één tot en met vier van de ranglijst zich hiervoor.
- De lijstaanvoerder speelt vervolgens een uit- en thuiswedstrijd tegen de nummer vier, de nummer twee doet dit tegen de nummer drie.
- De ploegen die hier het beste uitkomen, kwalificeren zich voor de finale om de landstitel, die wederom beslist wordt door middel van een dubbele ontmoeting.
- Ontmoetingen tussen twee clubs werden door de jaren heen in verschillende speelformats met verschillende aantallen spelers gespeeld. Met ingang van het seizoen 2008/09 bestaat een confrontatie tussen teams uit vier partijen enkelspel en ten slotte één in het dubbelspel, zowel bij de mannen als bij de vrouwen.

## Bundesliga-winnaars van Europese prijzen
| - European Champions League: - 2011: Borussia Düsseldorf - 2010: Borussia Düsseldorf - 2009: Borussia Düsseldorf - 2006: TTV RE-BAU Gönnern - 2005: TTV RE-BAU Gönnern - 2000: Borussia Düsseldorf - European Club Cup of Champions: - 2000: TTC Zugbrücke Grenzau - 1998: Borussia Düsseldorf - 1997: Borussia Düsseldorf - 1993: Borussia Düsseldorf - 1992: Borussia Düsseldorf - 1991: Borussia Düsseldorf - 1989: Borussia Düsseldorf - 1988: TTC Zugbrücke Grenzau - 1987: TTC Zugbrücke Grenzau - 1986: ATSV Saarbrücken - 1984: Simex Jülich - 1983: Heinzelmann Reutlingen - 1982: Heinzelmann Reutlingen - ETTU Cup: - 2014: 1. FC Saarbrücken-Tischtennis - 2012: Borussia Düsseldorf - 2009: SV Plüderhausen - 2007: Borussia Düsseldorf - 2006: TTC Frickenhausen - 2005: SV Plüderhausen - 2002: SV Plüderhausen - 2000: TTG RS Hoengen - 1999: TTC Jülich - 1998: TTC Zugbrücke Grenzau - 1996: TTF Liebherr Ochsenhausen - 1997: TTF Liebherr Ochsenhausen - 1995: Borussia Düsseldorf - 1994: VfB-TT im Lübeck - 1993: TTC Jülich - 1992: VfB-TT im Lübeck - 1990: TTC Jülich - 1989: ATSV Saarbrücken - 1987: Borussia Düsseldorf - 1982: ATSV Saarbrücken - 1980: SSV Heinzelmann Reutlingen - 1965: DJK Sportbund Stuttgart | - European Champions League: - 2014: ttc berlin eastside* - 2012: ttc berlin eastside* - European Club Cup of Champions: - 2005: Müllermilch Langweid - 2004: Müllermilch Langweid - 2003: FSV Kroppach - 1998: Team Galaxis Lübeck - 1997: FC Langweid - 1993: Spvg Steinhagen - 1992: Spvg Steinhagen - 1969: BSG Aussenhandel - 1968: BSG Aussenhandel - ETTU Cup: - 2007: 3B Berlin* - 2006: Homberger Turnerschaft - 2004: 3B Berlin* - 2002: 3B Berlin* - 2001: TSV Betzingen - 1999: FC Langweid - 1998: Rot-Weiss Klettham Erding - 1997: Rot-Weiss Klettham Erding - 1996: FC Langweid - 1995: FC Langweid - 1994: Rot-Weiss Klettham Erding - 1993: TuS Glane - 1991: TSG Dülmen - 1981: DSC Kaiserberg - 1979: Weiß-Rot-Weiß Kleve - 1976: Weiß-Rot-Weiß Kleve - 1971: DSC Kaiserberg - 1966: SSV Freiburg *3B Berlin werd in 2010 ttc berlin eastside |

Bijgewerkt tot en met 27 april 2015

## Landskampioenen Bundesliga
| - 2024: Borussia Düsseldorf - 2023: Borussia Düsseldorf - 2022: Borussia Düsseldorf - 2021: Borussia Düsseldorf - 2020: 1. FC Saarbrücken - 2019: TTF Ochsenhausen - 2018: Borussia Düsseldorf - 2017: Borussia Düsseldorf - 2016: Borussia Düsseldorf - 2015: Borussia Düsseldorf - 2014: Borussia Düsseldorf - 2013: Werder Bremen - 2012: Borussia Düsseldorf - 2011: Borussia Düsseldorf - 2010: Borussia Düsseldorf - 2009: Borussia Düsseldorf - 2008: Borussia Düsseldorf - 2007: TTC Frickenhausen - 2006: TTC Frickenhausen - 2005: Müller Würzburger Hofbräu - 2004: TTF Ochsenhausen - 2003: Borussia Düsseldorf - 2002: TTC Zugbrücke Grenzau - 2001: TTC Zugbrücke Grenzau - 2000: TTF Ochsenhausen - 1999: TTC Zugbrücke Grenzau - 1998: Borussia Düsseldorf - 1997: TTF Ochsenhausen - 1996: Borussia Düsseldorf - 1995: Borussia Düsseldorf - 1994: TTC Zugbrücke Grenzau - 1993: Borussia Düsseldorf - 1992: Borussia Düsseldorf - 1991: TTC Zugbrücke Grenzau - 1990: Borussia Düsseldorf - 1989: ATSV Saarbrücken - 1988: Borussia Düsseldorf - 1987: TTC Zugbrücke Grenzau - 1986: Borussia Düsseldorf - 1985: ATSV Saarbrücken - 1984: ATSV Saarbrücken - 1983: ATSV Saarbrücken - 1982: Borussia Düsseldorf - 1981: Borussia Düsseldorf - 1980: Borussia Düsseldorf - 1979: Borussia Düsseldorf - 1978: Borussia Düsseldorf - 1977: SSV Reutlingen 05 - 1976: TTC Altena - 1975: Borussia Düsseldorf - 1974: Borussia Düsseldorf - 1973: TTC Altena - 1972: Mettmanner TV - 1971: Borussia Düsseldorf - 1970: Borussia Düsseldorf - 1969: Borussia Düsseldorf - 1968: VfL Osnabrück - 1967: TuSa 08 Düsseldorf | - 2024: TTC Berlin eastside - 2023: TTC Berlin eastside - 2022: TTC Berlin eastside - 2021: TTC Berlin eastside - 2020: TTC Berlin eastside - 2019: TTC Berlin eastside - 2018: SV DJK Kolbermoor - 2017: TTC Berlin eastside - 2016: TTC Berlin eastside - 2015: TTC Berlin eastside - 2014: TTC Berlin eastside - 2013: FSV Kroppach - 2012: FSV Kroppach - 2011: FSV Kroppach - 2010: FSV Kroppach - 2009: FSV Kroppach - 2008: FSV Kroppach - 2007: TTC Langweid - 2006: Müllermilch Langweid - 2005: TV Busenbach - 2004: Müllermilch Langweid - 2003: FC Langweid - 2002: FSV Kroppach - 2001: FC Langweid - 2000: FC Langweid - 1999: FC Langweid - 1998: Team Galaxis Lübeck - 1997: Team Galaxis Lübeck - 1996: FC Langweid - 1995: TSG Dülmen - 1994: Spvg Steinhagen - 1993: Spvg Steinhagen - 1992: Spvg Steinhagen - 1991: Spvg Steinhagen - 1990: Spvg Steinhagen - 1989: Spvg Steinhagen - 1988: DSC Kaiserberg - 1987: FTG Frankfurt - 1986: FTG Frankfurt - 1985: ATSV Saarbrücken - 1984: DSC Kaiserberg - 1983: TSV Kronshagen - 1982: DSC Kaiserberg - 1981: DSC Kaiserberg - 1980: TTVg Weiß-Rot-Weiß Kleve - 1979: TSV Kronshagen - 1978: DSC Kaiserberg - 1977: DSC Kaiserberg - 1976: DSC Kaiserberg - 1975: DSC Kaiserberg - 1974: Kieler TTK Grün-Weiß - 1973: VfL Osnabrück - 1972: DSC Kaiserberg - 1971: DSC Kaiserberg - 1970: DSC Kaiserberg - 1969: DSC Kaiserberg - 1968: DSC Kaiserberg - 1967: DSC Kaiserberg |